# Zaborsko (województwo zachodniopomorskie)
Zaborsko (niem. Sabes) – wieś w Polsce położona w województwie zachodniopomorskim, w powiecie pyrzyckim, w gminie Warnice.
W latach 1975–1998 miejscowość administracyjnie należała do województwa szczecińskiego.
Wieś jest położona na styku wzniesień morenowych i pradoliny Miedwia. Na południe od niej linowo-szupakowe jezioro Zaborsko o pow. 44,6 ha. We wsi zachowało się kilka domów ryglowych wąskofrontowych typu pyrzyckiego.

## Zabytki
- Kościół barokowy z 1721 r. (data na wschodniej ścianie) zbudowany ze średniowiecznej cegły. Posiada wysoką wieżę nakryta cebulastym hełmem, barokowy, bogato rzeźbionym ołtarz z 1725 r. z bogatą dekoracją snycerską. Pierwotnie połączony z amboną był fragment loży kolatorskiej z okresu budowy świątyni. Na drewnianym sklepieniu malowidła z 1930 r. w konwencji barokowej[4].